# Dina Meza
Dina Meza est journaliste hondurienne, défenseuse des droits humains et fondatrice de PEN Honduras, une organisation qui soutient les journalistes « à risque »,,. Reporters sans Frontières la désigne en 2014 comme l'une des 100 héros de l'information dans le monde.

## Biographie
Dina Meza est née en 1963 à Cofradía, au Honduras.

## Travail et activisme
Le travail de Meza se concentre sur les abus et la violation des droits de l'homme. En 1989, le frère aîné de Meza a été enlevé et torturé par l'armée, et son expérience l'a motivée à commencer à faire des reportages sur les violations des droits humains au Honduras. Elle cite également ses trois enfants comme motivation pour son travail continu, malgré ses dangers.
Meza travaille comme journaliste depuis 1992. Elle a fondé et édite Pasos de Animal Grande, un journal en ligne qui documente les violations des droits de l'homme au Honduras, contournant par la publication numérique la censure que son travail rencontre dans son pays d'origine.
En 2012, elle a été membre du Comité des familles de détenus et disparus au Honduras (COFADEH). En 2016, Meza a révélé le meurtre de Berta Caceres, une militante écologiste.
Elle a créé une organisation appelée Periodismo y Democracia dans le but de fournir une meilleure protection aux journalistes au Honduras et un moyen plus sûr de partager leur 
travail sans censure. Elle est la fondatrice et l'actuelle présidente de PEN Honduras, une organisation qui soutient les journalistes en danger.
Meza a été nommé l'un des 100 héros et héroïnes de l'information de Reporters sans frontières en 2014.

## Menaces et violences
Dina Meza et sa famille ont été confrontées à de multiples menaces de violence et à des cas de harcèlement, y compris des menaces explicites de violence sexuelle,. En 2006, à la suite d'enquêtes menées par son journal en ligne Revistazo sur des violations des droits du travail perpétrées par des sociétés de sécurité privées à Horduras, Dionisio Diaz Garcia, avocat du journal, a été tué par balle,. En 2013, des menaces directes à sa sécurité l'ont amenée à passer cinq mois en exil. Entre janvier et octobre 2015, Meza a signalé qu'elle avait fait l'objet de trente-six cas individuels de menaces à sa sécurité.

## Prix
En 2007, Meza a reçu le prix spécial d'Amnesty International au Royaume-Uni pour les journalistes « à risque ». En 2014, elle a reçu le Prix international de la liberté d'expression Oxfam Novib/PEN. Elle est nommée la même année parmi les 100 héros de l'information dans le monde par Reporters sans Frontières.